# Királypingvin

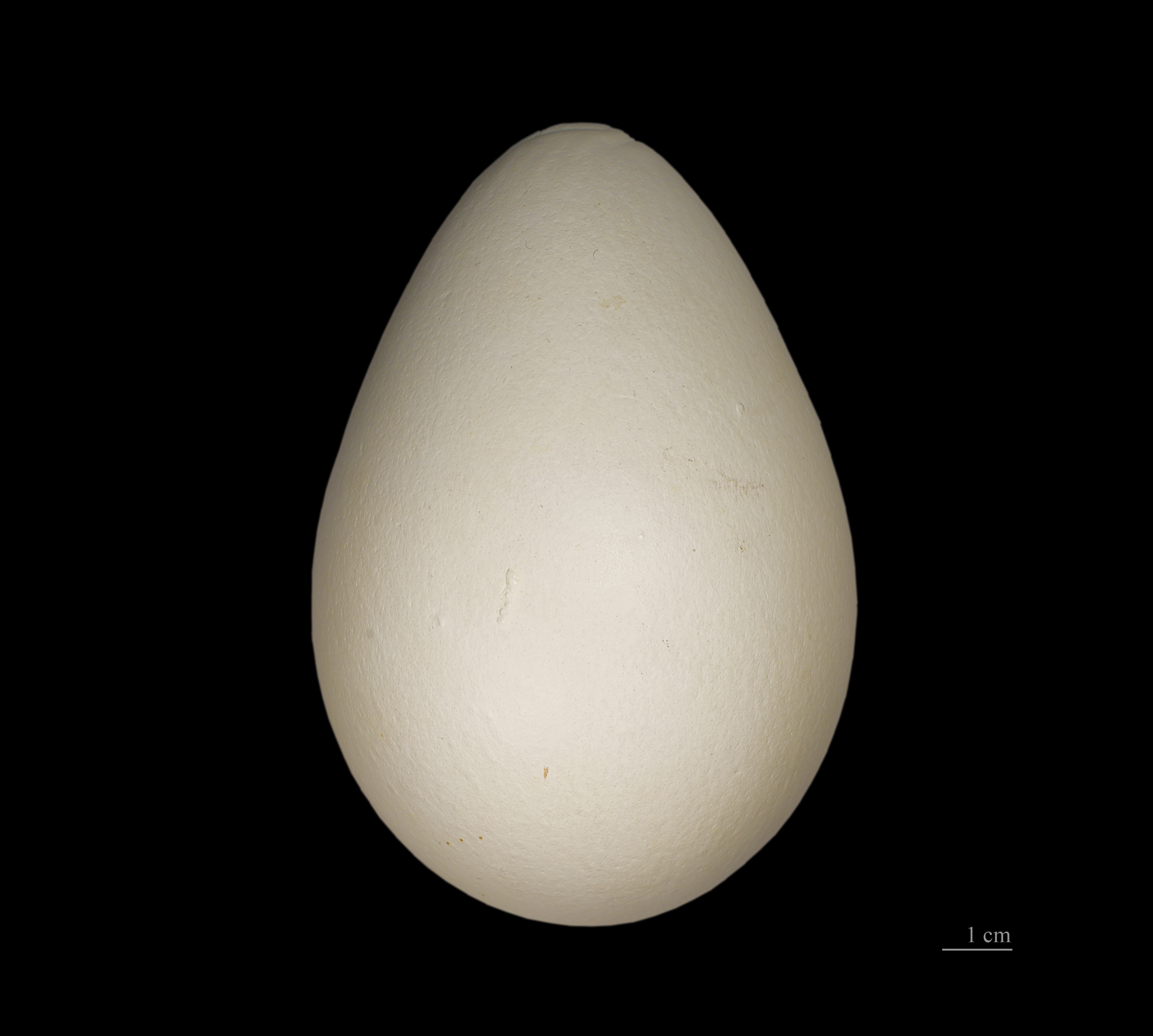
a tojása

A királypingvin, más néven óriáspingvin (Aptenodytes patagonicus) a madarak (Aves) osztályának pingvinalakúak (Sphenisciformes) rendjébe, ezen belül a pingvinfélék (Spheniscidae) családjába és a Spheniscinae alcsaládjába tartozó faj.
Az Aptenodytes madárnem típusfaja.

## Előfordulása
A déli tengereken és az Antarktiszt körülvevő szubantarktikus szigeteken honos.
Költőkolóniái a déli szélesség 45 és 55°-a között levő szigeteken vannak. Nagy kolóniái vannak Déli-Georgia szigetén, a Macquarie-szigeten, a Heard- és MacDonald-szigeteken, Marion- és Prinz-Edward-szigeteken, valamint a Kerguelen-szigeteken és a Crozet-szigeteken.
A madarak tartózkodási helye a költési időszakon kívül nem igazán ismert. Az Antarktiszt körülvevő tengereken töltik a királypingvinek ezt az időszakot. Ilyenkor költési helyüktől jóval északabbra is elkóborolhatnak, láttak már kóborló egyedeket a Dél-afrikai Köztársaság, Ausztrália és Új-Zéland partvidékén is.

## Alfajai
- Aptenodytes patagonicus halli a Macquarie-szigeten, a Heard- és MacDonald-szigeteken, Marion- és Prinz-Edward-szigeteken, valamint a Kerguelen-szigeteken és a Crozet-szigetek lakója.
- Aptenodytes patagonicus patagonicus J.F. Miller, 1778 - Déli-Georgia sziget és Falkland-szigetek lakója.

## Megjelenése
A legnagyobb pingvinek közé tartozik, kifejlett példányai a 95 centimétert is elérik.
Fekete fejének mind a két oldalán a fültájékon ovális, élénksárga foltja van, amely lefelé és előre keskeny, hátul feketeszegélyű szalagban folytatódik. Hátuk sötét, hasuk világos, ami a vízben megnehezíti, hogy meglássák őket.

## Életmódja
A szárazföldön sután mozgó madár, a vízben szinte repül. Több méter mélyre is lemerül halakból álló táplálékáért. Röpképtelen madár.

## Szaporodása
A királypingvinek már jóval a költési időszak kezdete előtt megjelennek a költőkolóniákban, mert a kotlás kezdete előtt vedlenek. A vedlés nagyjából két hétig tart.
A fiókák hosszú nevelési időszaka miatt a faj csak kétévenként költ.
Egy tojást tojik, melyet a lábán tart és egy bőrredővel takar el. A kikelt fiókának barna színű a tollazata.
Miután a fióka eléri a megfelelő nagyságot, elhagyja szüleit és a többi fiókával jókora csoportba, úgynevezett „óvodába” tömörül.
Ebben az óvodában töltik a fiókák a hosszú téli időszakot. Mivel ilyenkor szüleik csak nehezen találnak táplálékot, a fiókák a nyáron felhalmozott zsírtartalékaikat élik fel és tömegük jócskán lecsökken.
Következő tavasszal a szülők tovább etetik a fiókákat és azok nyár elejére érik el kifejlett méretüket , majd vedlés után felnőttkori tollazatuk is kifejlődik. Ekkorra már túl késő van egy újabb költésre, így a felnőtt madarak is vedlenek, majd az egész kolónia a tengerre vonul.
|  |  |

## Természetvédelmi helyzete
A 19.-és a 20. században a királypingvinre könyörtelenül vadásztak olajáért, zsírjáért, tojásáért és bőréért. Köszönhetően a kolóniában élő költőállománynak, a királypingvin rendkívül könnyű célpont volt a vadászok számára, aminek következtében egyes kolóniák teljesen kipusztultak. Szerencsére a kereskedelmi célú vadászat betiltását követően a királypingvin populációi emelkedni kezdtek és a legtöbb költőhely ismét nagy és biztonságos kolóniák otthonává vált.
A szubantarktikus szigetek körüli megnövekedett emberi tevékenység következtében egyre nagyobb a kockázata egy olyan betegségnek, illetve olyan kártevő vagy ragadozó behurcolásának, amely veszélyt jelenthet a sűrűn költő pingvin populációra nézve.
Ugyanakkor széles elterjedési területének, nagy és növekvő populációjának köszönhetően és a komolyabb veszélyek hiánya miatt a királypingvint a Természetvédelmi Világszövetség a nem fenyegetett fajok közé sorolja.
Európában az Európai Állatkertek és Akváriumok Szövetsége felügyelete alá tartozó Európai Veszélyeztetett Fajok Programja (EEP) keretében tenyésztik a faj egyedeit.
Magyarországon csak a Nyíregyházi Állatparkban látható.